# Дондукова-Корсакова, Мария Михайловна
Княжна Мари́я Миха́йловна Дондуко́ва-Ко́рсакова (9 [21] октября 1827 — 15 [28] сентября 1909) — русская благотворительница из рода Дондуковых-Корсаковых, дочь князя Михаила Александровича.

## Биография
Мария была болезненным ребёнком и в юности страдала болями в позвоночнике, потребовавшими лечения за границей. В 1849 году её болезнь обострилась и правая сторона тела оказалась в параличе. После выздоровления она была уверена, что исцелилась благодаря причастию и молитвам, стала очень религиозна и решила посвятить свою жизнь благим делам.
Одно время она увлекалась учением английского проповедника лорда Редстока и принадлежала к секте пашковцев, но потом вернулась к православию, хотя до конца её религиозные взгляды не полностью совпадали с учением православной церкви (она, к примеру, считала, что человек состоит из трёх элементов: тела, души и духа, из которых только последний бессмертен).
Первый полевой госпиталь был организован княжной Дондуковой-Корсаковой в 1851 году в селе Полоное Порховского уезда Псковской губернии. После начала Крымской войны добилась аудиенции у Николая I и получила разрешение на перемещение госпиталя на театр военных действий. На деньги деда (князя Никиты Ивановича Дондукова-Корсакова) организовала второй полевой госпиталь, который отправила в распоряжение командующего (св. князя А. С. Меншикова). Под Браиловым госпиталь попал под сильный обстрел, и княжна была ранена в голову. Л. Н. Толстой упомянул её в «Севастопольских рассказах».
После войны вернулась в Полоное. Активно сотрудничала с ведомством императрицы Марии Фёдоровны. Получив после смерти деда Никиты Ивановича большое наследство, использовала его на благотворительность.
В 1870-х годах Дондукова-Корсакова основала в Порховском же уезде общину сестер милосердия Святой Магдалины, с больницей для сифилитиков, и работала с замечательным самоотвержением и энергией. В следующие годы она посещала тюрьмы, заботясь о религиозном воспитании и перерождении арестантов и вместе с тем стараясь улучшить их положение; при этом она отличалась полной религиозной терпимостью, не обходя ни иноверцев, ни открытых атеистов. В 1880-е годы занялась вопросами переустройства тюремной системы: учреждала библиотеки в тюрьмах, устраивала впервые в России калориферное отопление в камерах, добивалась введения «парольной системы» — временного освобождения из тюрем по семейным обстоятельствам.
Долго добивалась возможности посетить Шлиссельбургскую крепость. После очередного отказа обратилась с просьбой заключить в крепость её саму. В 1904 году она, после усиленных хлопот и целого ряда неудач, наконец, добилась доступа к политическим арестантам Шлиссельбургской крепости. Многократно посещая их, княжна сблизилась с Верой Фигнер, Николаем Морозовым и другими политическими заключенными, целыми месяцами жила в Шлиссельбурге, всячески стараясь облегчить участь заключённых и помогая им, чем только могла, хлопоча о них перед властями, по большей части, безрезультатно.
Преследуя свою цель — религиозное обращение неверующих политических арестантов, — она вовсе не навязывала им своих верований, относилась с полной терпимостью и уважением даже к их неверию и вызвала с их стороны глубокое уважение и симпатию к себе. После отправления Веры Фигнер в ссылку в Нёноксу (Архангельской губернии, на берегу Белого моря) княжна, несмотря на свой возраст, трудность пути и условий жизни в пустынном посаде, провела у В. Фигнер несколько недель (1904). Благодаря хлопотам Дондуковой-Корсаковой в Шлиссельбургской крепости была построена церковь, которой раньше там не было.
В августе 1905 года Д. П. Маковицкий писал в дневнике: «Мери Дондукова. Живет в Петербурге, верит во всевозможные веры, ходит в тряпье, все раздала, по бедным бегает». Последние два года своей жизни тяжело болела и не вставала с постели. Умерла в 1909 году от рака груди. Похоронена в селе Буриги Псковской губернии на кладбище церкви при основанной ею общине сестёр милосердия.